# Labette County
Labette County ist ein County im Bundesstaat Kansas der Vereinigten Staaten. Der Verwaltungssitz (County Seat) ist Oswego. Das U.S. Census Bureau hat bei der Volkszählung 2020 eine Einwohnerzahl von 20.184 ermittelt.

## Geographie
Das County liegt fast im äußersten Südosten von Kansas, grenzt im Süden an Oklahoma, ist im Osten etwa 45 km von Missouri entfernt und hat eine Fläche von 1692 Quadratkilometern, wovon zwölf Quadratkilometer Wasserfläche sind. Es grenzt in Kansas im Uhrzeigersinn an folgende Countys: Neosho County, Crawford County, Cherokee County und Montgomery County.

## Geschichte
Labette County wurde am 26. Februar 1867 gebildet. Benannt wurde es nach dem französischen Wort La Bette.
12 Bauwerke und Stätten des Countys sind im National Register of Historic Places eingetragen (Stand 30. August 2017).

## Demografische Daten
Nach der Volkszählung im Jahr 2000 lebten im Labette County 22.835 Menschen. Davon wohnten 857 Personen in Sammelunterkünften, die anderen Einwohner lebten in 9194 Haushalten und 6114 Familien. Die Bevölkerungsdichte betrug 14 Einwohner pro Quadratkilometer. Ethnisch betrachtet setzte sich die Bevölkerung zusammen aus 89,28 Prozent Weißen, 4,66 Prozent Afroamerikanern, 1,95 Prozent amerikanischen Ureinwohnern, 0,32 Prozent Asiaten, 0,01 Prozent Bewohnern aus dem pazifischen Inselraum und 1,20 Prozent aus anderen ethnischen Gruppen; 2,58 Prozent stammten von zwei oder mehr Ethnien ab. 3,07 Prozent der Bevölkerung waren spanischer oder lateinamerikanischer Abstammung.
Von den 9194 Haushalten hatten 31,2 Prozent Kinder unter 18 Jahren, die mit ihnen gemeinsam lebten. 52,1 Prozent waren verheiratete, zusammenlebende Paare, 10,2 Prozent waren allein erziehende Mütter und 33,5 Prozent waren keine Familien. 29,8 Prozent aller Haushalte waren Singlehaushalte und in 14,3 Prozent lebten Menschen mit 65 Jahren oder darüber. Die Durchschnittshaushaltsgröße betrug 2,39 und die durchschnittliche Familiengröße betrug 2,95 Personen.
25,7 Prozent der Bevölkerung waren unter 18 Jahre alt. 8,7 Prozent zwischen 18 und 24 Jahre, 25,8 Prozent zwischen 25 und 44 Jahre, 22,5 Prozent zwischen 45 und 64 Jahre und 17,3 Prozent waren 65 Jahre alt oder älter. Das Durchschnittsalter betrug 38 Jahre. Auf 100 weibliche Personen kamen 95,7 männliche Personen. Auf 100 erwachsene Frauen ab 18 Jahren kamen 92,0 Männer.
Das jährliche Durchschnittseinkommen eines Haushalts betrug 30.875 USD, das Durchschnittseinkommen einer Familie betrug 37.519 USD. Männer hatten ein Durchschnittseinkommen von 29.043 USD, Frauen 21.706 USD. Das Prokopfeinkommen betrug 15.525 USD. 8,9 Prozent der Familien und 12,7 Prozent der Bevölkerung lebten unterhalb der Armutsgrenze.

## Orte im County
- Altamont
- Angola
- Bartlett
- Brownstone
- Chetopa
- Dennis
- Edna
- Fern
- Garvin
- Grove
- Labette
- Laneville
- Montana
- Morehead
- Mound Valley
- Orchard Park
- Oswego
- Parsons
- Penfield
- Stover
- Strauss
- Valeda
- Winway

Townships
- Canada Township
- Elm Grove Township
- Fairview Township
- Hackberry Township
- Howard Township
- Labette Township
- Liberty Township
- Montana Township
- Mound Valley Township
- Mount Pleasant Township
- Neosho Township
- North Township
- Osage Township
- Oswego Township
- Richland Township
- Walton Township